# Yantlet Creek
Der Yantlet Creek ist ein Wasserlauf auf der Isle of Grain in Kent, England.
Der Yantlet Creek entsteht östlich von Lower Stoke. Sein gewundener Lauf geht zunächst in  östlicher Richtung, zu seiner Mündung wendet er sich in nördlicher Richtung.
An der Mündung des Yantlet Creek in das Ästuar der Themse steht ein London Stone, der die Grenze des Verwaltungsbereichs der City of London über die Themse anzeigt.